# Offiziant
Ein Offiziant (von lateinisch officium ‚Amt, Anstellung, Dienst‘) ist ein Beamter oder Amtsträger, nicht notwendigerweise im Staatsdienst. Im 18. Jahrhundert nannte man z. B. niedere Polizeibeamte so, aber auch Angestellte mit Befehlsgewalt in Manufakturen.
In der älteren Rechtssprache wird die Bezeichnung für einen Amtsträger niederen Ranges verwendet, meist mit einem Zusatz wie Haus-, Hütten-, Jagd-, Kanzlei- usw.

Heute wird mit Offiziant, auch Offiziator, in der katholischen Kirche der leitende Geistliche eines Gottesdienstes bezeichnet, etwa der dem Stundengebet (Offizium) vorstehende Priester oder Diakon. 
In Bayern ist Offiziant auch ein altmodischer Titel für den Schulhausmeister, ähnlich dem Pedell.
In der Deutschschweiz wird für Stimmenzähler bei (Vereins)Wahlen die Bezeichnung Urnenoffiziant verwendet.
Im bayerischen Bibliothekswesen werden auch angelernte Mitarbeiter des einfachen Dienstes, die im Magazin mit dem Ausheben von Büchern oder mit Aufsichts- und Ausleihtätigkeiten in der Bibliothek betraut sind, Offizianten genannt.